# Phaonia bitincta
Phaonia bitincta este o specie de muște din genul Phaonia, familia Muscidae. A fost descrisă pentru prima dată de Camillo Rondani în anul 1866. Conform Catalogue of Life specia Phaonia bitincta nu are subspecii cunoscute.